# Bronx Borough Courthouse
Le Bronx Borough Courthouse, communément appelé Old Bronx Borough Courthouse, est un bâtiment situé dans le quartier de Melrose dans le Bronx, à New York. 
Le palais de justice a été construit entre 1905 et 1914 près de Boston Road, Troisième Avenue, St. Anns Avenue et 161st Street. Pendant deux décennies, il a abrité les cours suprêmes, des successions et de comté de l'arrondissement jusqu'à ce que le plus vaste palais de justice du comté de Bronx soit construit en 1934. La branche du Bronx du tribunal pénal de New York est restée ici jusqu'en 1977, lorsque la ville l'a officiellement fermée. C'est un bâtiment figurant sur la liste du Registre national des lieux historiques et un monument de la ville de New York. 

## Architecture
Construite dans le style Beaux-Arts, cette architecture de quatre étages orientée vers le sud, en direction de Manhattan, a été érigée en pierre de granit et ornée à l'intérieur de somptueux escaliers, lustres, ornements et vitraux. À l'extérieur, deux piliers surmontent l'entrée et entourent le trône de Lady Justice (la déesse grecque Thémis ou Dike) qui honore et protège les portes de la loi et de la ville environnante par un jugement inébranlable et équitable. Créée par Jules Édouard Roiné, la sculpture est un symbole transcendant de l'histoire de l'arrondissement. Par ailleurs, la conception de l'ensemble du bâtiment a été attribuée à deux architectes, Michael John Garvin et Oscar Florianus Bluemner.

## Usages actuels
Après sa fermeture, d'innombrables propositions ont été avancées pour réutiliser l'espace à des fins civiques ou publiques. Cependant, la structure historique s'est avérée trop coûteuse et complexe et n'a pas pu être financée par les nombreux groupes communautaires intéressés du Bronx,. En 1996, il a été vendu 130 000 $ lors d'une vente aux enchères au 1 Police Plaza à Gus Kitkas, propriétaire de la Five Borough Electrical Supply Corporation à Astoria. En 1998, il a été vendu aux enchères à nouveau et vendu pour 300 000 $ à Henry Weinstein, un promoteur privé de la ville et de Brooklyn, pour être aménagé. En 2011, Weinstein et ses partenaires ont cherché à réhabiliter la Grey Lady. Un nettoyage extérieur indispensable a été effectué. Un ensemble complet de plans a été dessiné et approuvé pour une amélioration intérieure, afin d'inclure des utilisations telles que des bureaux, des cabinets médicaux ou des installations communautaires. 
Une exposition d'art s'est tenue dans l'ancien palais de justice en mai et juin 2015,. Mi-2016, l'ancien palais de justice était considéré comme un emplacement possible pour le musée universel du hip-hop, bien qu'il ait été abandonné plus tard. L'année suivante, il a été annoncé que le palais de justice serait utilisé comme emplacement pour l'école secondaire Success Academy High School of the Liberal de 1 200 places, qui fait partie du système Success Academy Charter Schools,. 

## Voir également
- Palais de justice du comté de Bronx
- Liste des monuments désignés de New York dans le Bronx